# Kerk van de Vrije Evangelische Gemeente (Nieuwvliet)
De Kerk van de Vrije Evangelische Gemeenten is een kerkgebouw uit 2004 aan de rand van het dorp Nieuwvliet in de Nederlandse gemeente Sluis.

## Kerk vanaf 2004
De Vrije Evangelische Gemeenten had een drietal kerken in dit deel van Zeeland (Breskens, Retranchement en Nieuwvliet). Vanwege ontkerkelijking besloot het kerkgenootschap te centraliseren, waarbij drie kerken werden afgestoten en een nieuwe gebouwd werd. Vanwege de centrale ligging werd gekozen voor Nieuwvliet, toen nog gemeente Oostburg. Op voormalig agrarisch terrein werd een plek gevonden op Provincialeweg 2, aan de ventweg van de N675. Deze was goed bereikbaar en er kon voldoende parkeerruimte aangelegd worden.
Ingenieursbureau Lockefeer & Verhulst, dat in 1994 in de gemeente Oostburg het gebouw voor de Gereformeerde Gemeenten had ontworpen, werd om een opzet gevraagd. Deze werd geleverd door architect M.R. Willems, die een modern gebouw tekende met een oppervlak van 360 m² en een capaciteit van 178 zitplaatsen. Op 27 januari 2004 ging de eerste heipaal de grond in. Het gebouw werd op 11 september 2004 in gebruik genomen en is in 2013 vergroot.
Een deel van het dak is plat, maar een groot deel bestaat uit een licht hellende, geknikte vliegervorm in een grijsgroene kleur. Op het lage deel van de vlieger staat een V-vormige constructie van afgeschuinde rechthoeken, die samen een opwaarts wijzende, torenspitsachtige vorm hebben. De ingang van de kerk heeft een afdakje in de kleur van de vlieger.

## Kerk tot 2004
De Vrije Evangelische Gemeenten had sinds 1934 een kerkje aan de Sint Bavodijk 10, ontworpen door Izaäk Johan de Groote (1906-1990), die als timmerman werkzaam was in en om Nieuwvliet. Dat gebouw werd in 2004 omgebouwd tot woonhuis. De vorm van voorgevel en de rondbogige toegangsdeur wijzen nog enigszins op de kerkstatus. 